# Outlier
Outlier (ibland utliggare) är inom statistik och matematisk statistik benämning för ett avvikande värde, ett ytterlighetsvärde – ett observerat värde som skiljer sig kraftigt från andra värden. Outliers kan förekomma på grund av slump i varje distribution av värden, men de indikerar ofta antingen mätfel eller att populationen har en snedfördelad spridning av värden. Outliers elimineras ibland från mätdata.
Outliers kan oftast identifieras genom att betrakta dessa data i ett diagram, exempelvis ett låddiagram. Olika lägesmått har olika robusthet när det kommer till outliers, till exempel kan ett medelvärde ändras avsevärt om en outlier inkluderas, medan medianen oftast ändras i betydligt mindre grad. Samma sak gäller spridningsmått, till exempel är standardavvikelsen i regel mer känslig för outliers än kvartilavståndet.
I ett låddiagram markeras de värden som är mer än 1,5 gånger kvartilavståndet från den övre eller den nedre kvartilen som outliers.